# 兆惠墓
兆惠墓，位于中華人民共和國北京市朝阳区奥林匹克森林公园曲棍球场。1986年，朝阳区人民政府将“兆惠墓石刻”公布为“北京市朝阳区登记文物保护单位”。2013年1月，朝阳区文化委员会为“兆惠墓”立有“北京市朝阳区普查登记文物”牌。

## 简介
兆惠墓的所在地原来是朝阳区奥运村街道龙王堂村，如今位于奥林匹克森林公园曲棍球场内。兆惠墓的墓丘早已经被平毁，如今尚存墓碑1通、墓表2座，立于清朝乾隆二十九年（1764年）。
兆惠（1708年-1764年），字和甫，乌雅氏，满洲正黄旗人。乾隆朝封为一等武毅谋勇公，授户部尚书，入值军机处。
兆惠墓现存兆惠墓碑一通，位于奥林匹克森林公园曲棍球场停车场内。兆惠墓碑是螭首龟趺，厚56.5厘米，宽1.15米，满汉文合璧。碑下的石雕四角雕有鱼、虾、蟹、鳖；内有祥云、磐石、浪花组成的“海水江崖”。一对墓表在奥林匹克森林公园曲棍球场墙外南面的杨树林内。